# Четонов, Алексей Семёнович
Алексей Семёнович Четонов (1916 — 30 января 1945) — старший сержант Рабоче-крестьянской Красной Армии, участник Великой Отечественной войны, Герой Советского Союза (1945).

## Биография
Алексей Четонов родился в 1916 году в деревне Шанда (ныне — Гурьевский район Кемеровской области). Телеут. После окончания начальной школы работал в колхозе. В 1938—1940 годах служил в Рабоче-крестьянской Красной Армии. 24 июля 1941 года Четонов повторно был призван в армию. С августа того же года — на фронтах Великой Отечественной войны.
К январю 1945 года гвардии старший сержант Алексей Четонов был помощником командира взвода противотанковых ружей 56-го гвардейского кавалерийского полка 14-й гвардейской кавалерийской дивизии 7-го гвардейского кавалерийского корпуса 1-го Белорусского фронта. Отличился во время освобождения Польши. 30 января 1945 года Четонов переправился через Одер в районе населённого пункта Приттаг (ныне Пшиток, гмина Забур, Зелёногурский повят, Любушское воеводство, Польша) к северо-востоку от города Зелёна-Гура и принял активное участие в боях за захват и удержание плацдарма на его западном берегу, отбив немецкую контратаку. В тех боях Четонов подавил огонь двух немецких пулемётных точек, но и сам погиб.
Указом Президиума Верховного Совета СССР от 27 февраля 1945 года гвардии старший сержант Алексей Четонов посмертно был удостоен высокого звания Героя Советского Союза. Также посмертно был награждён орденом Ленина.

## Память
- В родной деревне Шанда в его честь названа улица